# Tortel di patate
El tortel di patate (pl. tortei) o también, frittelle di patate es una preparación típica de la cocina trentina que consiste en una mezcla de patatas crudas ralladas gruesas y fritas en aceite.

## Descripción
La masa también se puede hornear en el horno (llamado torta di patate) en una bandeja engrasada con aceite de girasol. Algunas variantes incluyen huevos y leche, o lucanica fresca en la masa. Ambas variantes se sirven con queso, salume, carne salada y verduras (alubias con o sin cebolla, col finamente picada, ensalada...).
Los pasteles de papa son un plato muy conocido en la región italiana del Trentino-Alto Adigio y, en particular, en los valles de Non y Sole, donde se considera el plato más típico de la tradición campesina.
En 1998, en Sporminore, un pequeño pueblo en el bajo valle de Non, se fundó la «Cofradía de la torta y el tortel de papa», que reconoce la receta original compuesta de solo tres ingredientes: patatas (tipo Kennebec), sal y aceite.